# Ицкович, Саул Наумович
Сау́л Нау́мович Ицко́вич (литературный псевдоним — Александр Наумович Королицкий; 22 июня 1934, Лубны, Полтавская область — 29 февраля 1988, Кишинёв) — русский советский писатель, поэт, журналист, краевед.

## Биография
Саул Ицкович родился в городе Лубны в 1934 году. Вскоре семья переселилась в Могилёв-Подольский, где он окончил среднюю школу. После окончания училища культурно-просветительных работников в Сороках работал там же в сельскохозяйственном техникуме, затем в районных газетах в Сороках, Бельцах, Оргееве и Флорештах. Работал художественным руководителем в Сорокском Доме культуры, руководил драматической студией там же; организовал вокально-инструментальный ансамбль «Днестровские гитары» — трижды лауреат республиканских конкурсов.
С конца 1960-х годов — в редакции газеты «Молодёжь Молдавии» в Кишинёве, затем до конца жизни в двуязычной русско-молдавской газете «Юный ленинец».
Публиковал стихи, очерки, краеведческие материалы на страницах этих изданий и в газете «Вечерний Кишинёв», в журналах «Кодры», «Горизонт» и других русскоязычных периодических изданиях республики. В книжной форме дебютировал книжкой для детей «Муся Пинкензон», вышедшей в 1967 году в московском издательстве «Малыш» в серии Пионеры-герои, и в последующие годы переведённой на 16 языков народов СССР и восточноевропейских стран (трижды переиздана на русском языке в том же издательстве).
Мусе Пинкензону же посвящена и другая книга Саула Ицковича — «Расстрелянная скрипка», изданная в Москве и в переводе на молдавский язык в Кишинёве в 1986 году. Собранному Саулом Ицковичем молдавскому фольклору отведено центральное место в его книгах «Молдавская крепость» (1979) и «Родники памяти» (1981). Автор сценария документального фильма «Пока земля под снегом» (1984).

## Книги
- Муся Пинкензон. М.: Малыш, 1967, 1968, 1974, 1980, 1981 и 1982.
- На поэтических трассах. Сборник стихов молодых поэтов Молдавии. Составитель М. Я. Фильштейн. Кишинёв: Картя молдовеняскэ, 1972.
- Молдавская крепость. Кишинёв: Тимпул, 1979.
- Родники памяти (сборник легенд). Кишинёв: Тимпул, 1981.
- Свет Родины. Из детского творчества. Сборник стихов и рисунков. / Сост. Е. Вердеш, С. Ицкович. Кишинев: Литература артистикэ, 1983.
- Сороки — город туристов (на русском, французском и английском языках; под псевдонимом А. Н. Королицкий, фотографии — Геннадий Ицкович). Кишинёв: Тимпул, 1984.
- Расстрелянная скрипка. Перевод на молдавский язык Г. Блэнару. Кишинёв: Литература артистикэ, 1986.